# Legendary Wars
Legendary Wars è un videogioco per iPhone, iPod touch e iPad pubblicato da Liv Games nel 2011. Il giocatore controlla truppe leggendarie formate da elfi, unicorni, nani, golem, maghi, curatrici e fenici e deve respingere dei mostri fra cui zombi, scheletri, ragni, vampiri e gargoyle.

## Trama
Il gioco comincia nel pacifico Regno del Sole, quando il personaggio principale, Lucas, figlio dell'Alto Generale del Regno, non viene aggredito da un gruppo di scheletri. Capendo che sta succedendo qualcosa di strano, Lucas chiede aiuto al suo amico elfo, Strider. Insieme si mettono alla ricerca delle leggendarie pietre solari, che unite possono formare la fenice Enix in grado di sconfiggere il capo dei mostri, Lord Magma. Il viaggio è lungo e vengono aggiunti nuovi tipi di truppe man mano che si avanza. In totale sono 51 livelli da affrontare, sparsi fra cinque aree.